# محمود رشاد بك
محمود رشاد بك بن إبراهيم النجار (1854 - 1925) حقوقي وقاضي وكاتب مصري. ولد في الإسكندرية ونشأ وتعلم فيها ثم في بنها، ودخل مدرسة المشاة في القاهرة. عمل ضابطًا في الجيش المصري، ومفتشا بوزارة المعارف، وعضوًا في المحاكم الاهلية. قام برحلات إلى أوروبا وله مؤلفات في أدب الرحلات وغيرها ومقالات كثيرة نشرت في الصحف. توفى في القاهرة عن 71 عامًا.

## سيرته
هو محمود رشاد بن إبراهيم بن عبد الله النجار، هو شقيق أحمد زكي باشا. ولد سنة 1270 هـ / 1854 م في مدينة الإسكندرية بإيالة مصر العثمانية، ونشأ بها. تلقى علومه في بنها، ثم في مدرسة المشاة البيادة بالقاهرة. وبعد تخرّجه، عيّن ضابطًا في الجيش المصري، وحدثت اسباب اقتضت خروجه من الجيش، ثم انتقل إلى وزارة المعارف. فعيّن مفتشًا فيها، ولما أنشئت المحاكم الأهلية في مصر، كان من أعضائها البارزين وصار يترقى إلى أن عيّن رئيسًا لمحكمة مصر الأهلية حتى استقال واعتزل عن الأعمال الإدارية. وصفه خير الدين الزركلي «كان في سيرته القضائية مثالا للنزاهة».

سافر إلى أوروبا وزار بلادها، ودخل روسيا وكتب عنها، «لعلها أول رحلة إلى بلاد الروس يقوم بها رحالة عربي في العصر الحديث.»  وزار أيضًا بلاد الشام وتركيا، وكذلك فرنسا والمجر ورومانيا والسويد والنرويج، ونشر فصولًا من رحلاته في جريدة «المؤيد». انتبدته الحكومة المصرية لمؤتمر المستشرقين لدولية في فيينا. اشتغل بالتأليف، وله مؤلفات في أدب الرحلات، ومقالات كثيرة نشرت في جريدة الأهرام وغيرها من الصحف والمجلات. 

توفي سنة 1343 هـ/ 1925 م في القاهرة عاصمة المملكة المصرية.

## آثاره
من مؤلفاته:
- «الدروس الجغرافية»، كتاب مدرسي، في جزاين صغيرين
- «كنوز الذهب في التربية والأدب»
- «بحث في دار لقمان»
- «رحلة إلى روسيا»، 1914، أولها «هل أتاك حديث روسيا وقريمها؟ وقافقاسية وزعيمها على بُعْد الدار وشَطِّ المزار؟ وإن تَعْجَب فَعَجَب قَوْلُهُم، أهذه بلاد تستحق أن يُرْحَل إليها؟ وماذا بها من المشوِّقات والمُرَغِّبات حتى يَتَجَشَّمَ المرء من أجْلها عناء السفر ويَقْطَعَ البعيد من المسافات.» [5] وذكر أيضًا «وهنا يَجْدُر بي أن أَتَكَلَّم على ثلاثة أشياء لو لَمْ تكن في الروسيا لكانت كلها محاسن، وهي الباسبور واضطهاد اليهود وعداوة الروس للدولة العثمانية.» [6]
- «المرسلات»، مجموعة مقالات في جريدة الأهرام عن رحلاته مند 1923 وما بعدها